# Jean Toussaint (hockeyer)
Jean Toussaint (Elsene, 13 augustus 1946) is een Belgisch voormalig hockeyer.

## Levensloop
Toussaint was actief bij Royal Léopold HC.
Ook maakte hij deel uit van het Belgisch hockeyteam. Met de nationale ploeg nam hij onder meer deel aan de Olympische Zomerspelen van 1972 en 1976.
Zijn vader (Paul) was eveneens actief in het hockey, evenals zijn schoonvader Louis Eloy. Zijn broer Philippe en zussen Marie-Anne en Pauline behaalden successen in de golfsport.